# Pretoriani Roma 2018
La squadra senior dei Pretoriani Roma ha disputato il campionato di Seconda Divisione organizzato dalla FIDAF, classificandosi seconda (vice-campione d'Italia della categoria) al termine della stagione, dopo la disputa del XXV Silver Bowl allo Stadio Lanfranchi di Parma.
È stato il primo campionato disputato dalla squadra nata dalla fusione tra Barbari Roma Nord e Gladiatori Roma, guidata dal capo-allenatore Manuel Schollmeier con assistenza di Davide Napoli, già tecnici dei Barbari.

## Girone
I Pretoriani sono stati inseriti nel Girone B della Seconda Divisione.
| Girone B                   |
| Chiefs Ravenna             |
| Mad Bulls Barletta         |
| Pretoriani Roma            |
| West Coast Raiders Toscana |

## Stagione regolare
Hanno disputato un girone all'italiana con andata e ritorno con le altre tre squadre del girone, tutte vinte, più due incontri intergirone (detti ufficialmente interdivisionali, dal termine inglese usato negli USA per definire le partite incrociate tra squadre di division differenti nella NFL) contro Saints Padova (persa in casa, per 20 – 35) e Daemons Martesana (vinta in trasferta, per 41 – 7).
| Roma 25 febbraio 2018, ore 14:50 1ª giornata | Pretoriani Roma | 38 – 7 (14-0 3-0 7-7 14-0) referto | Chiefs Ravenna | Centro sportivo Fulvio Bernardini (400 spett.)\| Arbitro: \| R. Passalacqua \| |
| Arbitro:                                     | R. Passalacqua  |                                    |                |                                                                                |

| Livorno 4 marzo 2018, ore 15:30 2ª giornata | West Coast Raiders | 13 – 43 (07- 7-7 0-21 6-8) referto | Pretoriani Roma | Polisportiva Banditella (100 spett.)\| Arbitro: \| R. Passalacqua \| |
| Arbitro:                                    | R. Passalacqua     |                                    |                 |                                                                      |

| Barletta 17 marzo 2018, ore 20:30 4ª giornata | Mad Bulls Barletta | 13 – 56 (0-14 7-14 0-21 6-7) referto | Pretoriani Roma | C.S. Manzi-Chiapulin (100 spett.) |

| Roma 8 aprile 2018, ore 15:00 6ª giornata | Pretoriani Roma | 20 – 35 (6-7 14-14 0-0 0-14) referto | Saints Padova | Centro sportivo Fulvio Bernardini (600 spett.)\| Arbitro: \| Marcuccetti \| |
| Arbitro:                                  | Marcuccetti     |                                      |               |                                                                             |

| Cernusco sul Naviglio 15 aprile 2018, ore 15:15 7ª giornata | Daemons Martesana | 7 – 41 (7-14 0-7 0-6 0-14) referto | Pretoriani Roma | C.S. G.Scirea (30 spett.)\| Arbitro: \| M. Bernardi \| |
| Arbitro:                                                    | M. Bernardi       |                                    |                 |                                                        |

| Roma 13 maggio 2018, ore 15:00 11ª giornata | Pretoriani Roma | 57 – 13 (16-6 21-7 13-0 7-0) referto | West Coast Raiders | C.S. Gentili (400 spett.)\| Arbitro: \| Colombo \| |
| Arbitro:                                    | Colombo         |                                      |                    |                                                    |

| Marina di Ravenna 28 aprile 2018, ore 20:35 12ª giornata | Chiefs Ravenna  | 0 – 56 (0-28 0-6 0-15 0-7) referto | Pretoriani Roma | Campo Comunale (250 spett.)\| Arbitro: \| G. Sabbatinelli \| |
| Arbitro:                                                 | G. Sabbatinelli |                                    |                 |                                                              |

| Roma 27 maggio 2018, ore 15:30 13ª giornata | Pretoriani Roma | 45 – 0 (17-0 14-0 7-0 7-0) referto | Mad Bulls Barletta | Centro sportivo Fulvio Bernardini (400 spett.)\| Arbitro: \| Genise \| |
| Arbitro:                                    | Genise          |                                    |                    |                                                                        |

## Classifica
I Pretoriani si sono classificati al primo posto del Girone B con 7 vittorie e 1 sconfitta, guadagnando così la wild card (primo turno dei playoff).
| Classifica Girone B        |    |   |   |     |     |      |           |
| Team                       | PG | W | L | PF  | PS  | DP   | Millesimi |
| Pretoriani Roma            | 8  | 7 | 1 | 356 | 88  | 268  | 875       |
| Chiefs Ravenna             | 8  | 4 | 4 | 115 | 142 | -27  | 500       |
| Mad Bulls Barletta         | 8  | 2 | 6 | 93  | 202 | -109 | 250       |
| West Coast Raiders Toscana | 8  | 1 | 7 | 65  | 227 | -162 | 125       |

## Playoff
I Pretoriani hanno incontrato nuovamente i Chiefs Ravenna nella wild card, battendoli per la terza volta nella stagione. Poi, hanno vinto la difficile trasferta di Reggio Emilia, sconfiggendo gli Hogs per 16 – 14 con un field goal dalle 47 iarde segnato all'ultimo secondo dal kicker (e runningback) Alessandro Di Giorgio (# 33); l'incontro è stato trasmesso in live stream dalla FIDAF TV.
| Roma 10 giugno 2018, ore 15:00 Wild card | Pretoriani Roma | 41 – 7 (7-0 14-0 12-7 8-0) referto | Chiefs Ravenna | C.S. Gentili (420 spett.)\| Arbitro: \| A. Chiello \| |
| Arbitro:                                 | A. Chiello      |                                    |                |                                                       |

| Scandiano 16 giugno 2018, ore 20:35 Quarti di finale | Hogs Reggio Emilia | 14 – 16 (0-7 0-0 0-6 14-3) referto | Pretoriani Roma | Stadio Andrea Torelli (300 spett.)\| Arbitro: \| Sala \| |
| Arbitro:                                             | Sala               |                                    |                 |                                                          |

Nella semifinale, la squadra capitolina ha incontrato per la seconda volta i Saints in questa stagione, ed ha “vendicato” la sconfitta interna dell'interdivisionale vincendo a Padova, qualificandosi così per il Silver Bowl XXV:
| Padova 23 giugno 2018, ore 21:00 Semifinale | Saints Padova | 3 – 28 (0-14 0-0 3-6 0-8) referto | Pretoriani Roma | Stadio Plebiscito (400 spett.)\| Arbitro: \| Sala \| |
| Arbitro:                                    | Sala          |                                   |                 |                                                      |

### Silver Bowl XXV
Allo Stadio Sergio Lanfranchi di Parma, il 7 luglio i Pretoriani sono stati battuti dagli Warriors Bologna per 30 - 14:
| Parma 7 luglio 2018, ore 16:00 Finale | Pretoriani Roma | 14 – 30 (0-0 0-17 0-6 14-7) referto | Warriors Bologna | Stadio Sergio Lanfranchi (500 spett.)\| Arbitro: \| A. Maghini \| |
| Arbitro:                              | A. Maghini      |                                     |                  |                                                                   |

## Statistiche

### Squadra
| Stagione | regular season | regular season | regular season | regular season | regular season | regular season | playoff | playoff | playoff | playoff | playoff | playoff   | playoff          |
|          | Vin            | Par            | Per            | Tot            | PF             | PS             | Vin     | Per     | Tot     | PF      | PS      | risultato | avversaria       |
| -------- | -------------- | -------------- | -------------- | -------------- | -------------- | -------------- | ------- | ------- | ------- | ------- | ------- | --------- | ---------------- |
| 2018     | 7              | 0              | 1              | 8              | 356            | 88             | 3       | 1       | 4       | 99      | 54      | Finale    | Warriors Bologna |

I Pretoriani hanno concluso la stagione regolare con una sola sconfitta, il primo attacco e la sesta difesa della Seconda divisione per punti fatti e subiti, rispettivamente 356 (44,5 la media) e 88 (11).
L'attacco è stato il primo assoluto anche per le iarde (yd) conquistate complessivamente, 2718 (339,8 la media-partita, 7,2 la media-down); in particolare è stato il secondo per le iarde guadagnate su corsa, 2036 (254,5 e 7,1), il tredicesimo per iarde guadagnate su passaggio, 682 (85,2 e 7,4) ma con la migliore efficacia della divisione (145,2 di pass efficiency), il quarto per i sack subiti, solo 4; l'attacco è stato il primo per il numero di primi down ottenuti a partita (16,5), primo per le conversioni del terzo down (48,1%), terzo per le conversioni del quarto down (62,5%), quinto per efficienza nella conquista delle ultime iarde (82,2% di realizzazione nella cosiddetta “zona rossa”, la red zone).
La difesa è stata la quinta per iarde concesse complessivamente agli avversari, 1255 (156,9 la media-partita, 3,6 la media-tentativo); in particolare è stata la terza per iarde concesse su corsa, 437 (54,6 e 2,7), la sedicesima per iarde concesse su passaggio, 818 (102,2 e 4,4) ma al sesto posto per efficacia (72,4 di pass defense efficiency); è stata la seconda per numero complessivo degli intercetti, 14, e solo la sedicesima per numero di sack eseguiti, 6; la terza per primi down concessi ad incontro (8,1), la quarta per le conversioni del terzo down concesse ad incontro (18,3%), la quinta per efficienza nella difesa delle ultime iarde (62,5% di realizzazioni concesse agli avversari).
Anche gli special team si sono messi in evidenza: solo il quindicesimo posto per i kick-off avendo calciato e poi bloccato gli avversari a 29,3 iarde di media dalla linea del calcio, ma secondo posto per i ritorni del kick-off con 27,1; quarto posto nei punt con 31,9 iarde di media, e secondo posto per il ritorno dei punt con 16,8. Infine, quinto posto nei field goal per percentuale di realizzazione (66,7%, ma la classifica non è affidabile siccome non è stato posto un numero minimo di tentativi: ad esempio, la prima squadra ha performato il 100% di realizzazione ma eseguendo un solo calcio da 3 punti in tutta la stagione regolare), e secondo posto nelle trasformazioni su calcio (da 1 punto, sigla PAT) con 42 riuscite su 45 tentativi, e una percentuale di successo del 93,3%.
Per quanto riguarda le penalità: la squadra è stata l'undicesima per iarde concesse ad incontro (47,9 con 42 falli commessi complessivamente tra attacco e difesa), e ventunesima per iarde subite (38,1 con 44 falli subiti).
Nei play-off, i Pretoriani hanno stabilito un record di 3 – 1 perdendo la finale contro i Warriors Bologna.
Pertanto, il record complessivo della stagione è 10 – 2, con 455 punti segnati e 142 subiti.

## Roster
| Nome              | N. Maglia |
| ----------------- | --------- |
| Abbas A.          | 38        |
| Alivernini T.     | 7         |
| Amato G.          | 9         |
| Angelucci G.      | 52        |
| Bini D.           | 20        |
| Capalbo G.        | 44        |
| Centofanti M.     | 88        |
| Ceracchi R.       | 64        |
| Cetti E.          | 42        |
| D'Ottavi L.       | 1         |
| Del Prete D.      | 71        |
| Di Fusco A.       | 75        |
| Di Giorgio A.     | 33        |
| Fantin A.         | 26        |
| Fondati V.        | 25        |
| Forster F.        | 3         |
| Francioni D.      | 22        |
| Galderisi A.      | 57        |
| Giannetta E.      | 89        |
| Giribaldi A.      | 99        |
| Mancino D.        | 18        |
| Meduri L.         | 24        |
| Menga C.          | 50        |
| Miceli Picardi N. | 91        |
| Nesci L.          | 55        |
| Paparelli A.      | 86        |
| Passalacqua V.    | 73        |
| Passalacqua E.    | 59        |
| Passerini T.      | 87        |
| Passerini M.      | 47        |
| Pietragalla A.    | 5         |
| Pistacchio S.     | 19        |
| Provenzani M.     | 8         |
| Russo A.          | 69        |
| Sacchetti G.      | 77        |
| Scotellaro A.     | 41        |
| Sensi L.          | 36        |
| Straniero M.      | 16        |
| Testa P.          | 58        |
| Ticenghi F.       | 6         |
| Tognoli A.        | 27        |
| Yustman Y.        | 85        |

## All Star Game
Il runningback Thomas Alivernini, il runningback e kicker Alessandro Di Giorgio, il defensive back D. Francioni e l'offensive lineman C. Megna sono stati convocati a fare parte della rappresentativa Sud – detta South Team – nell'All Star Game di Seconda Divisione FIDAF, che è stato disputato il 22 luglio a Castel Giorgio, nello storico Stadio Vince Lombardi.
Sono stati guidati da Steve Cavazzuti (head coach) e da Eric Paci (defensive coordinator), mentre Antonino Toni Mangiafico si è occupato dell'attacco (offensive coordinator). La squadra del Sud ha vinto la partita per 14 – 6, e 12 punti sui 14 complessivi dei vincitori sono stati messi a segno da pretoriani: un touchdown di Thomas Alivernini (trasformato su azione da Luca Ceschini dei Braves Bologna) e due field goal di Alessandro Di Giorgio.